# Ишоднах
Ишодна́х (сир. ܝܫܘܥܕܢܚ; с сир. «Иисус явился», также Ишоденах, Днахишо) — восточно-сирийский богослов, писатель, епископ Басры.
Является автором трактата «Книга целомудрия» (Ktābā d-nakputā) о 140 сирийских святых, подвижниках и аскетах, который представляет большую ценность для исследователей-патрологов. Большинство исследователей относит время его написания к середине IX века, а период епископского служения Ишоднаха, приблизительно к 849–853 годам.

## Биографические сведения
Биографических сведений о Ишоднахе практически нет. Из дошедших исторических документов известно, что он был восточно-сирийским епископом города Перат-де-Майшан (Басра). В соответствии с данными французского востоковеда Жана Мориса Фие в списке известных митрополитов Басры Ишоднах находится между Даниилом (853) и  Гавриилом (884), хотя возможно, что его епископство пришлось на период между 849 и 853 годами.

## Сочинения
Ишоднах является автором произведения «Книга целомудрия» — сборника 140 биографий сирийских подвижников, основателей монастырей, богословских школ и аскетических писателей. Заглавие даёт представление о содержании всей книги Ишоднаха:

«С помощью господа нашего Иисуса Христа мы начинаем писать вкратце истории всех отцов, которые основали монастыри в государстве персов и арабов, всех отцов, которые составили писания о жизни монашества, о святых мужах, митрополитах и епископах, тех из них, которые основали школы, тех, что написали о монашеской жизни, тех, что открыли монастыри в областях Востока, об уважаемых мирянах, мужах и женах, основавших монастыри и обители, истории, что составлены боголюбивым мар Ишоденахом, митрополитом Перат де Майшана. Господь наш да поможет нам их молитвами. Аминь».
Данный трактат был написан не ранее середины IX века, поскольку в нём упоминается перенесение мощей, датированное 849/850 годом. «Книга целомудрия» является важным источником по истории восточно-сирийского монашества сасанидской и раннеарабской эпох, сообщающий уникальные биографические сведения (к примеру, об Исааке Сирине). Данное произведение, как считается, представляет собой компиляцию на основе трактата «Рай восточных» Иосифа Хаззайи и ряда других источников. Текст, сохранившийся возможно не полностью был опубликован французским сирологом Ж.-Б. Шабо в 1896 году. В 1901 году «Книга целомудрия» с привлечением ещё трёх рукописей под названием «История отцов, которые основали обители» (в приложении к «Истории монахов» Фомы Маргского) была опубликована Полем Беджаном.
Ишоднаху также принадлежал трактат «Церковная история», который не сохранился и известен лишь по немногим ссылкам в хрониках сирийских богословов и писателей: Илии бар Шинайи († 1046), Михаила Сирийца († 1199) и Григория Бар Эбрея († 1286). Ишоднах также является автором поэтических произведений (мемр, мадрашей) из которых сохранилась акростишная мемра в честь Ионы (IV век), основателя монастыря в Пероз-Шапуре (Анбаре).
Исследователь Пьер Нотен на основе анализа текста Илии бар Шинайи попытался отождествить утерянную «Церковную историю» Ишоднаха с анонимным арабским историческим произведением «Хроникой Сеерта». Однако его мнение не получило признания среди учёных. Так, Жан Морис Фие предполагает, что неизвестный автор «Хроники Сеерта» просто имел доступ к некоторым из тех же источников, что и Ишоднах.

### Сочинения
- Chabot J.-B. Le livre de la Chasteté composé par Jésusdenah, Évêque de Baçrah :  [фр.] // Mélanges d'archéologie et d'histoire de l'École Française de Rome. — 1896. — Vol. 16. — P. 225–291.
- Bedjan, P. Liber Superiorum, seu Historia Monastica, auctore Thoma, episcopo Margensi. — Paris, 1901. — P. 437—517.